# 十勝沖地震 (1968年)
1968年十勝沖地震（とかちおきじしん）は、1968年5月16日に青森県東方沖（三陸はるか沖）で発生した気象庁マグニチュード（Mj）7.9、モーメントマグニチュード(Mw)8.2の地震である。

## 地震のメカニズム
この地震は、 千島海溝と日本海溝の境界付近で発生した海溝型地震である。
気象庁により「1968年十勝沖地震」と命名されたが、実際はこの地震の震源域は、十勝沖で繰り返し発生するいわゆる「十勝沖地震」とは異なる。震源地が十勝沖ではなく青森県東方沖であるため、地震調査研究推進本部の分類における「三陸沖北部地震」に該当する地震である。破壊開始点はアスペリティより離れた海溝よりの場所にある。震源は1994年に発生した三陸はるか沖地震の北東にあたり、本来であれば『三陸沖地震（または三陸はるか沖地震）』と命名されるべきものだった。しかし、速報値の計算の際に震央が本来の位置より約50kmほど北に計算され、津波警報の発令など緊急を要する各方面からの要望により早急に地震の名称を決める必要に迫られたため、震源を十勝沖として発表したことから『十勝沖地震』と命名されたものである。
また、S波の験測が困難であったため、深さが求められず 0kmとされた。

## 震度
| 震度 | 都道府県 | 観測所 |
| ---- | -------- | --- |
| 5    | 北海道   | 函館・苫小牧・浦河・広尾 |
| 5    | 青森県   | 青森・八戸・田名部 |
| 5    | 岩手県   | 盛岡 |
| 4    | 北海道   | 札幌・森・江差・小樽・倶知安・寿都・滝川通報所・岩見沢・旭川・北見通報所・室蘭・日高門別通報所・糠平通報所・帯広・通報所・釧路・根室 |
| 4    | 青森県   | 弘前通報所 |
| 4    | 岩手県   | 宮古・大船渡・水沢観測所 |
| 4    | 宮城県   | 石巻 |
| 4    | 秋田県   | 秋田 |
| 4    | 山形県   | 酒田 |
| 4    | 福島県   | 福島・白河・小名浜 |
| 4    | 茨城県   | 柿岡 |

翌日5月17日のデーリー東北朝刊、青森県の防災ホームページ内の情報、同年6月5日発行された毎日新聞社『毎日グラフ増刊』によると当初苫小牧で震度6が最大震度と発表されたが、後に震度5に変更されている。

## 被害・影響
北海道から東北北部で揺れや津波の被害があり、52人が死亡、330人が重軽傷を負った。また住宅被害は全壊673棟、半壊3,004棟、一部損壊15,697棟、床上浸水221棟、床下浸水308棟にのぼった。特に青森県は、死者・行方不明者48名、建物全壊646棟、半壊2,885棟、一部損壊14,705棟と被害が集中し、青森市や、八戸市・十和田市・むつ市・三沢市をはじめとする県東部に大きな被害をもたらした。十和田湖の名勝であった蝋燭岩が倒壊したり、北海道樺戸郡の新十津川町花月小学校のブロック製の煙突が途中で折れて落下した。
十和田観光電鉄線や南部鉄道線が被災で長期間の運休に追い込まれ、南部鉄道線は復旧が困難として運休のまま翌年に廃止された。
後述する通り、鉄筋コンクリート造の建築物などに大きな被害をもたらしたことから、 1978年宮城県沖地震などとともに、日本の建築耐震設計などに大きく影響を与えた地震の1つとなった。
北海道では、 主として道東および道南一帯にかなりの被害が生じた。 とりわけ鵡川下流部および十勝川下流部などで、河川堤防などに大きな被害が出た。これらの地域は、 1952年に発生した十勝沖地震の際にも、かなりの被害を受けている。
青森県内の被害が大きかった地域では、前日まで3日間の総雨量が100 - 200mmに及んでいたことから、地盤の含水量の増加が原因とみられる地すべり・山崩れ・がけ崩れ等の地盤崩壊が24箇所で発生しており、名川町立剣吉中学校では、本震発生後の避難中に、生徒約40名が校舎裏の山崩れに巻き込まれて、生徒11名が生き埋めになり、そのうち4名が死亡する など、青森県内の死者・行方不明者のうち33名が土砂災害によるものであった。また、むつ市早掛沼では堤防が決壊・流出し、周辺が冠水したのをはじめ、主に盛土構造の崩壊とみられる道路損壊375箇所、鉄軌道被害34箇所、堤防決壊34箇所が青森県内で発生した。
また、激震で本州と北海道を結ぶ海底ケーブルが切断され通信が途絶。北海道は一時孤立状態になった。NTT中継回線（当時は電電公社）も青森県の甲地（東北町）で途切れ、北海道の局に東京や大阪からビデオテープが空輸される事態となった。これを教訓に災害応急復旧用無線電話・孤立防止用無線が開発配備されている。
このほか、国鉄青森駅と函館駅では、青函連絡船桟橋の床が抜け落ちたり、可動橋が損壊したりするなどして、本州⇔北海道間の人の流れや物流にも、大きな影響が出た。
この地震の影響により、5月19日に秋田県田沢湖町（現:仙北市）の田沢湖畔で行われる予定だった『全国植樹祭』への天皇・皇后の臨席が取りやめとなった。

## 津波
東北地方や北海道の太平洋沿岸で5m程度の津波が観測された。10時20分ごろから三陸沿岸を中心に津波が襲来し、三陸沿岸の一部で3 - 5m、襟裳岬で3mを記録した。これにより、建物浸水529棟、船舶沈没・流出127隻の被害が発生、八戸港内ではタンカー損傷による燃料流出事故も生じたが、干潮時だったことが幸いし、また、昭和三陸地震やチリ地震の津波を教訓とした施設整備等もあって、被害はそれほど大きくならなかった。

## 建築等への影響
1968年十勝沖地震においては、函館大学や三沢商業高等学校、八戸東高等学校、八戸工業高等専門学校、むつ市役所庁舎の倒壊（圧壊）をはじめ昭和30年代後半から建てられ始めた比較的新しい鉄筋コンクリート造の公共建築物の被害が目立った。この地震を契機として、1971年には「建築基準法施行令」の改正及び「日本建築学会鉄筋コンクリート構造計算規準」の改定がなされている。1978年宮城県沖地震などとともに、日本の建築耐震設計などに大きく影響を与えた地震の1つとなった。

## 余震

### 最大余震
余震は初め、本震のほぼ南側に集中していたが、本震と同日の午後7時39分01秒（日本時間）に本震の北西約100kmの青森県東方沖で最大余震が発生した。この余震で津波を観測したほか、これに伴って最大余震の周辺の直径約60kmの領域でも余震活動が活発化した。この余震は低角逆断層型のプレート間地震ではなく正断層型であり、宇津(1999)は通常の余震とするには規模が大きいことから青森県東方沖の地震としている。2013年の地震調査委員会の報告ではこの地震を余震としたものの、三陸沖北部のプレート間地震ではないと判断した。また、この最大余震の余震と思われる地震が発生したことで一時的に余震が増加したものの、全体として余震活動は低下していた。
- 発生：1968年（昭和43年）5月16日午後7時39分01秒（日本時間）
- 震源：青森県東方沖 北緯41度25分、東経142度51分、深さ40km
- 地震の規模：Mj 7.5, Mw 7.9

| 震度 | 都道府県 | 観測所                                                                 |
| ---- | -------- | ---------------------------------------------------------------------- |
| 5    | 北海道   | 浦河・広尾                                                             |
| 4    | 北海道   | 函館市・森・倶知安・旭川・苫小牧・糠平通報所・帯広市・本別通報所・釧路 |
| 4    | 青森県   | 青森・八戸・田名部                                                     |
| 4    | 岩手県   | 大船渡・盛岡                                                           |
| 4    | 秋田県   | 秋田                                                                   |
| 4    | 福島県   | 福島・小名浜                                                           |

### 6月12日の余震
その後、6月12日に本震の震源の南方、岩手県沖約100kmの三陸沖でM7.2の地震が発生した。この地震で津波を観測し、この地震を含めた直径約50kmの領域に余震が集中的に発生した。この領域ではこれまで本震や最大余震に伴う余震は発生しておらず、これらの余震によって余震域は南方に拡大した。なお、この余震のアスペリティは本震によって破壊されたアスペリティの南側に隣接しており、三陸沖北部の領域が破壊されたものではない。
- 発生：1968年（昭和43年）6月12日午後10時41分42秒（日本時間）
- 震源：三陸沖 北緯39度25分、東経143度8.0分、深さ0km
- 地震の規模：Mj 7.2, Mw 7.0

| 震度 | 都道府県 | 観測所             |
| ---- | -------- | ------------------ |
| 4    | 青森県   | 青森・八戸・田名部 |
| 4    | 岩手県   | 宮古・盛岡         |
| 4    | 宮城県   | 仙台               |

## 発震機構の変化
中島徹 (1974) によると、1963年以前、十勝沖地震の余震域では横ずれ型や縦ずれ型、その両方を含んだ型など発震機構が混在し余震域全体ではまとまった傾向が見られなかったが、1964年以降本震と同様な逆断層型の地震が多くなり始めた。本震や余震の発震機構を調べると、下北半島東方沖以北の正断層型の最大余震と様々な断層型が集まったN領域、宮古沖から八戸沖までの逆断層型が散在するC領域、釜石沖の逆断層型の6月12日の余震と様々な断層型の余震が集まったS地域の3つに直線的に分けられるとしている。